# Oskar Kanehl
Œuvres principales
Steh auf Prolet! (1920)
Oskar Kanehl (5 octobre 1888 Berlin - 28 mai 1929, Berlin) est un écrivain allemand, représentant de l’expressionnisme littéraire allemand.

## Biographie
Oskar Kanehl étudie la Germanistik à Berlin. Dès 1913-1914, il publie une revue expressionniste Die Wiecker Bote qui est interdite après douze numéros. Pendant la guerre il travaille à Die Aktion, la revue de Franz Pfemfert.
Après la guerre, il prend une part active à la Révolution allemande de 1918-1919, est un membre fondateur du Parti communiste d'Allemagne qu'il quitte dès 1919. Dans les années 1920, il travaille pour le théâtre. Il se suicide en 1929, en se jetant par la fenêtre.

## Ouvrages
- 1920, Steh auf Prolet!, poésies
- 1922, die Schande, poésies

## Sources
- (de) Manfred Brauneck (éditeur), 1995, Autorenlexikon deutschsprachiger Literatur des 20. Jahrhunderts, Reineck bei Hamburg, Rowohlt